# Конгрегация (монашество)
Конгрега́ция (лат. congregatio — союз, соединение) в католицизме — несколько монастырей, следующих одному и тому же уставу; нередко — синоним слова «орден». Более точно под конгрегацией подразумевается подобное монашескому сообщество, утверждённое епископом или папой и отличающееся от монашеского тем, что члены его приносят не торжественные, a лишь простые обеты.

## История
Основной формой монашеской жизни в католической церкви эпохи средневековья были монашеские ордена, однако уже начиная с XIII века в Церкви начали образовываться монашеские общины, не имевшие статуса ордена и официально не утверждённые Святым Престолом. Прообразом таких общин во многом послужило движение бегинок и бегардов. Члены таких общин, в отличие от монахов регулярных орденов, принимали не «торжественные», а так называемые «обычные» обеты.
В 1568 году папа Пий V с целью упорядочения монашеской жизни обязал все монашеские конгрегации принять уставы и ввести принесение торжественных обетов, однако впоследствии появились новые конгрегации с «обычными» обетами (урсулинки, пиары) или вообще без обетов (ораторианцы), строго говоря, вообще не являющиеся монашескими (для них позднее был введён термин общества апостольской жизни). Множество более мелких конгрегаций, занимавшихся, главным образом, работой в миру (обучение детей, уход за больными, издание литературы) появилось в XVIII и XIX веках.
В 1900 году Апостольским Престолом был признан монашеский статус подобных конгрегаций и определена их структура. В Кодексе канонического права 1917 года статус монашеских конгрегаций окончательно определён. В ходе XX века наблюдалась тенденция к сокращению различий между орденами и конгрегациями, в частности в 1983 году было окончательно отменено разделение монашеских обетов на «торжественные» и «обычные».

## Наиболее известные конгрегации
- Ассумпционисты
- Вербисты
- Камальдулы
- Кларетинцы
- Лазаристы
- Мариане
- Ораторианцы
- Пиары
- Редемптористы
- Клюнийцы